# Armand Kientzi
Armand Kientzi, né le 22 juin 1909 à Strasbourg (à l'époque Empire allemand) et mort dans la même ville le 29 décembre 1980, est un homme politique français.

## Détail des fonctions et des mandats
Mandat parlementaire
- 6 mai 1976 - 2 octobre 1977 : Sénateur du Bas-Rhin